# Subjektion
Der Ausdruck Subjektion bezeichnet das Stellen einer rhetorischen Frage, die sich der Fragende längst schon selbst beantwortet hat oder auf die der Redner oder Erzähler sogleich selbst die Antwort gibt. Ziel ist es dabei, Abwechslung zu erzeugen und den Zuhörer oder Leser in die eigene Gedankenführung einzubinden.
Der Fragestellende bemerkt nicht bewusst, dass tiefe Emotionen, in sich getragene Bilder, Weltsichten, Dogmen und Paradigmen eine damit selbst gegebene Antwort regelrecht schon erzwungen haben. Subjektion erfüllt den Akt des Glaubens im Sinne final hingenommener Antworten, die damit den Prozess zu weiterer Erkenntnis oft durch die damit einhergehenden Dogmen blockieren.

## Beispiele
„Wes ist der Erdenraum? Des Fleißigen.“ (Johann Gottfried Herder)
„Aber was rede ich denn? Wir alle kennen doch die Antwort.“